# Lochmaeus subalbicans
Lochmaeus subalbicans är en fjärilsart som beskrevs av Augustus Radcliffe Grote 1863. Lochmaeus subalbicans ingår i släktet Lochmaeus och familjen tandspinnare. Inga underarter finns listade i Catalogue of Life.